# Lijst van personen overleden in september 2017
Dit is een lijst van bekende personen die zijn overleden in september 2017.

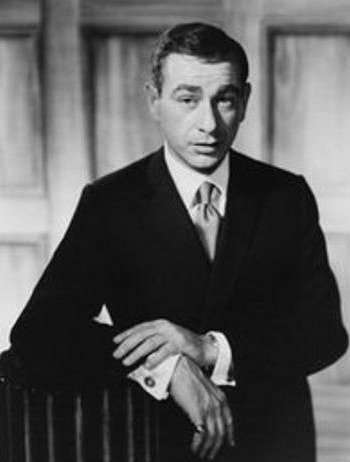
Shelley Berman
1 september

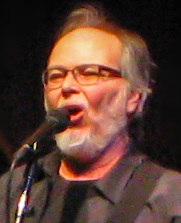
Walter Becker
3 september

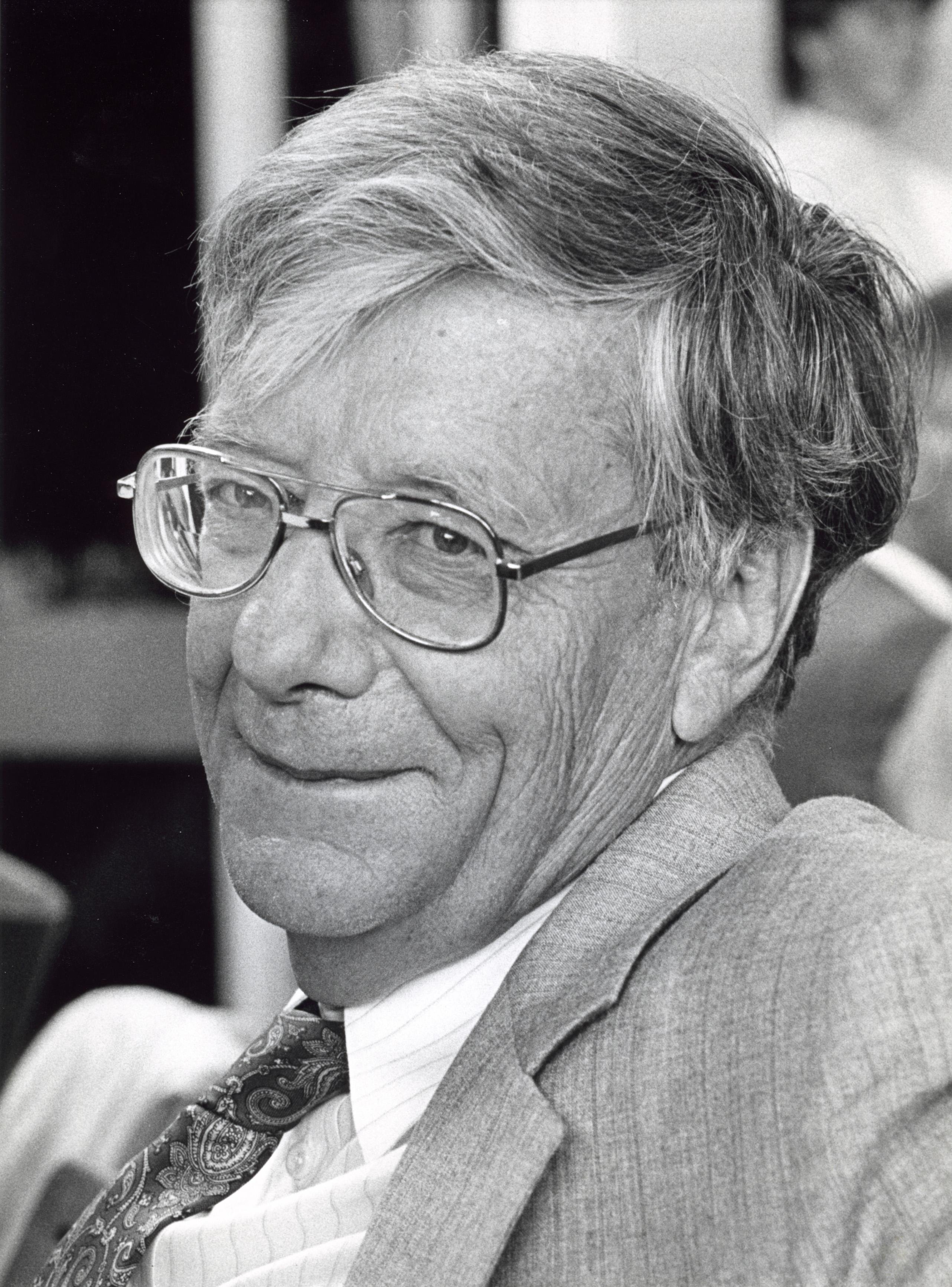
Nico Bloembergen
5 september

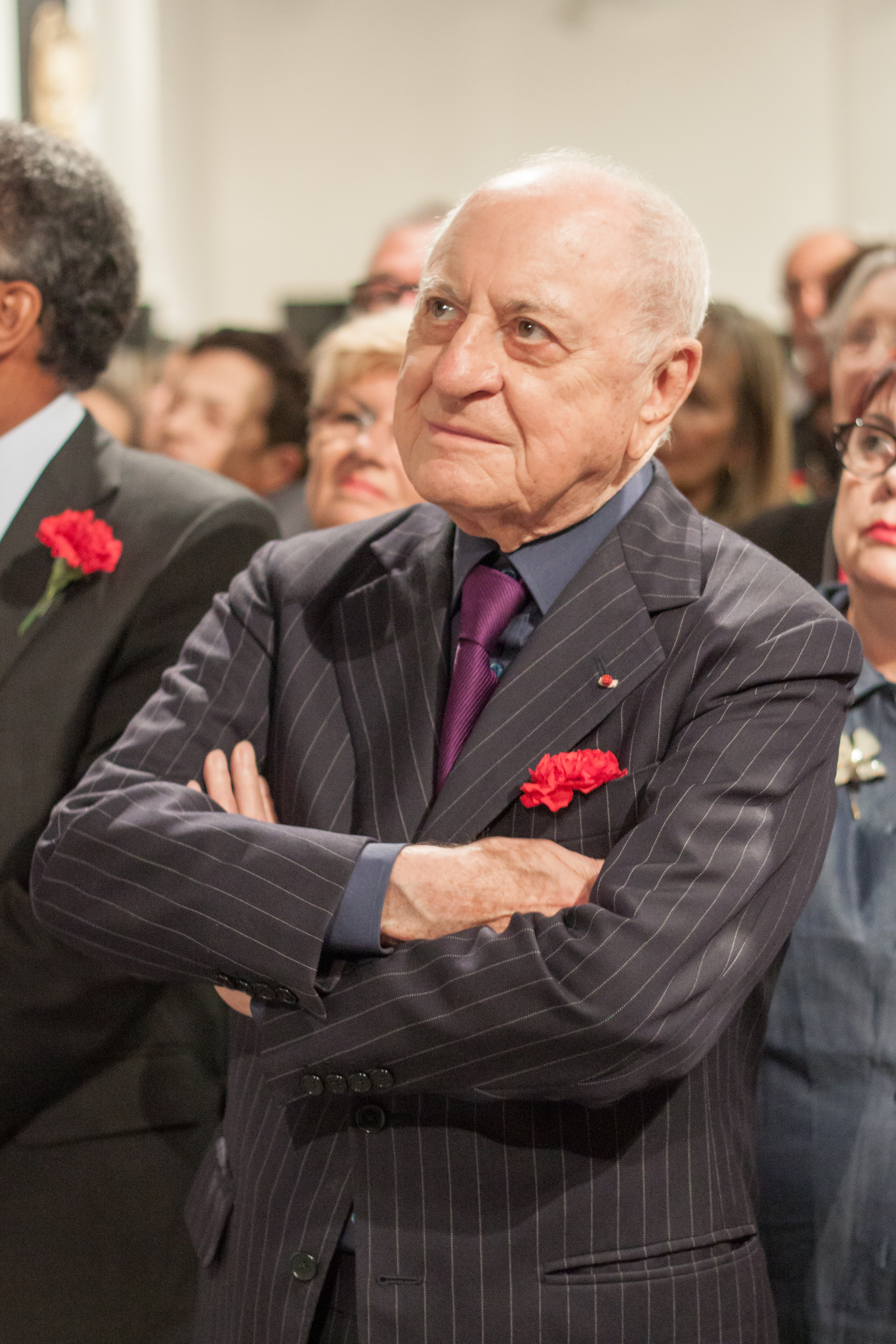
Pierre Bergé
8 september

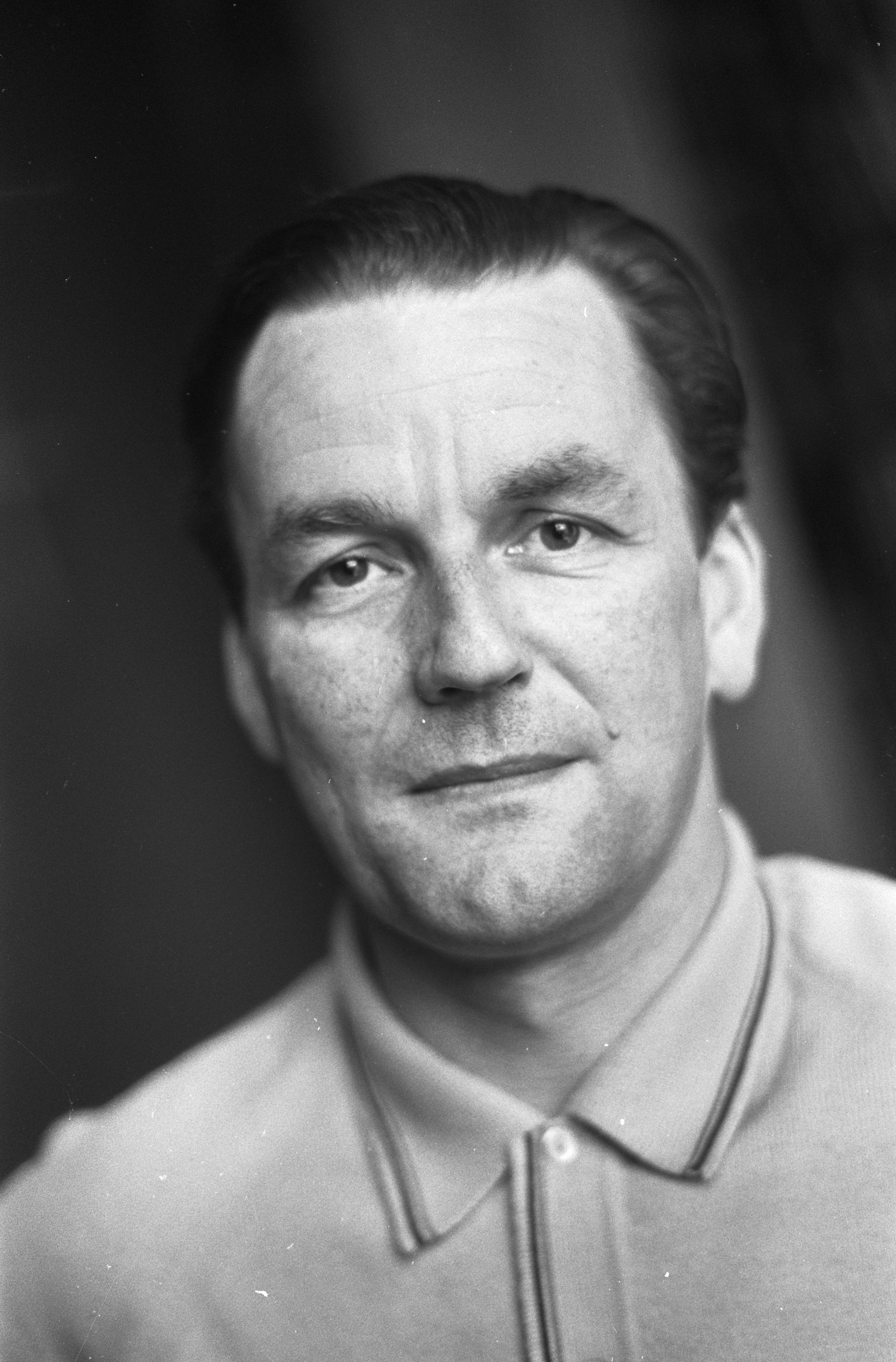
Harry Kuitert
8 september

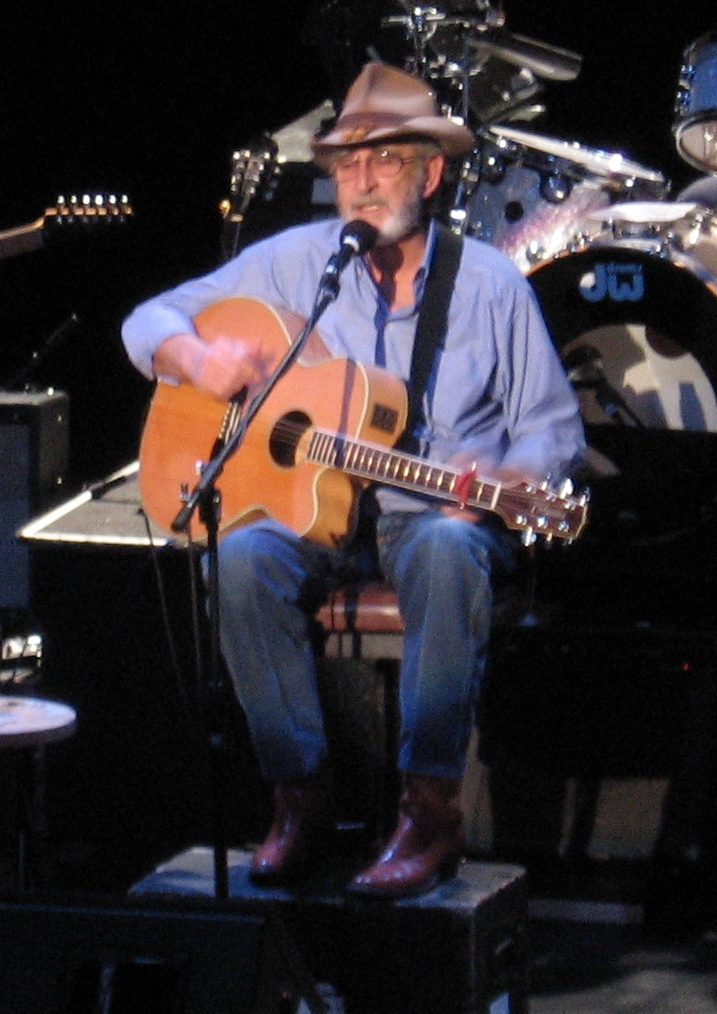
Don Williams
8 september

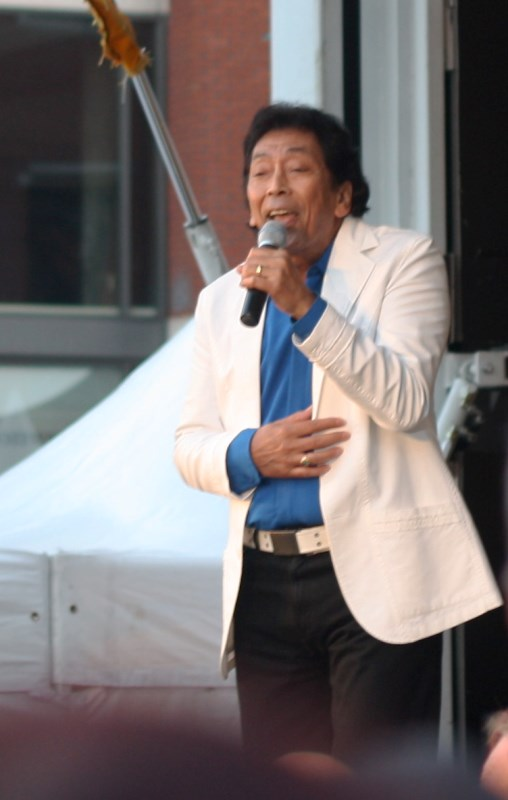
Riem de Wolff
12 september

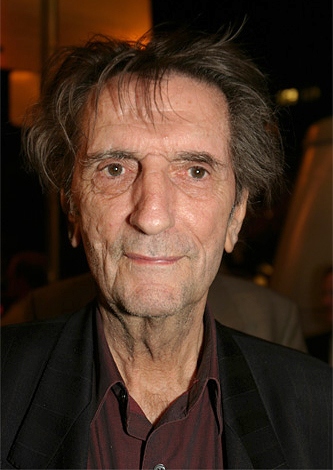
Harry Dean Stanton
15 september

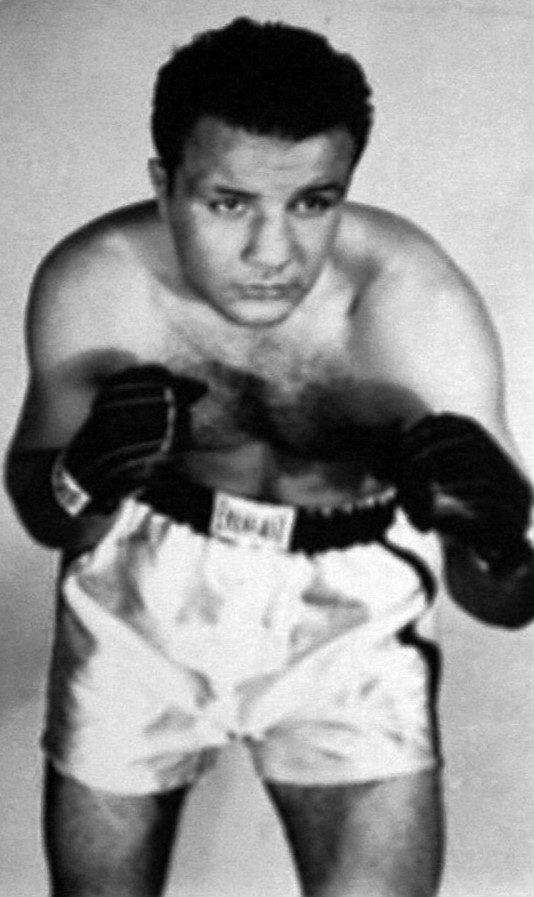
Jake LaMotta
19 september

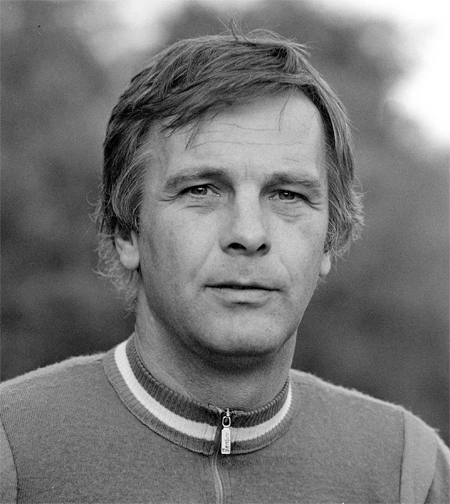
Hans Sleeuwenhoek
20 september

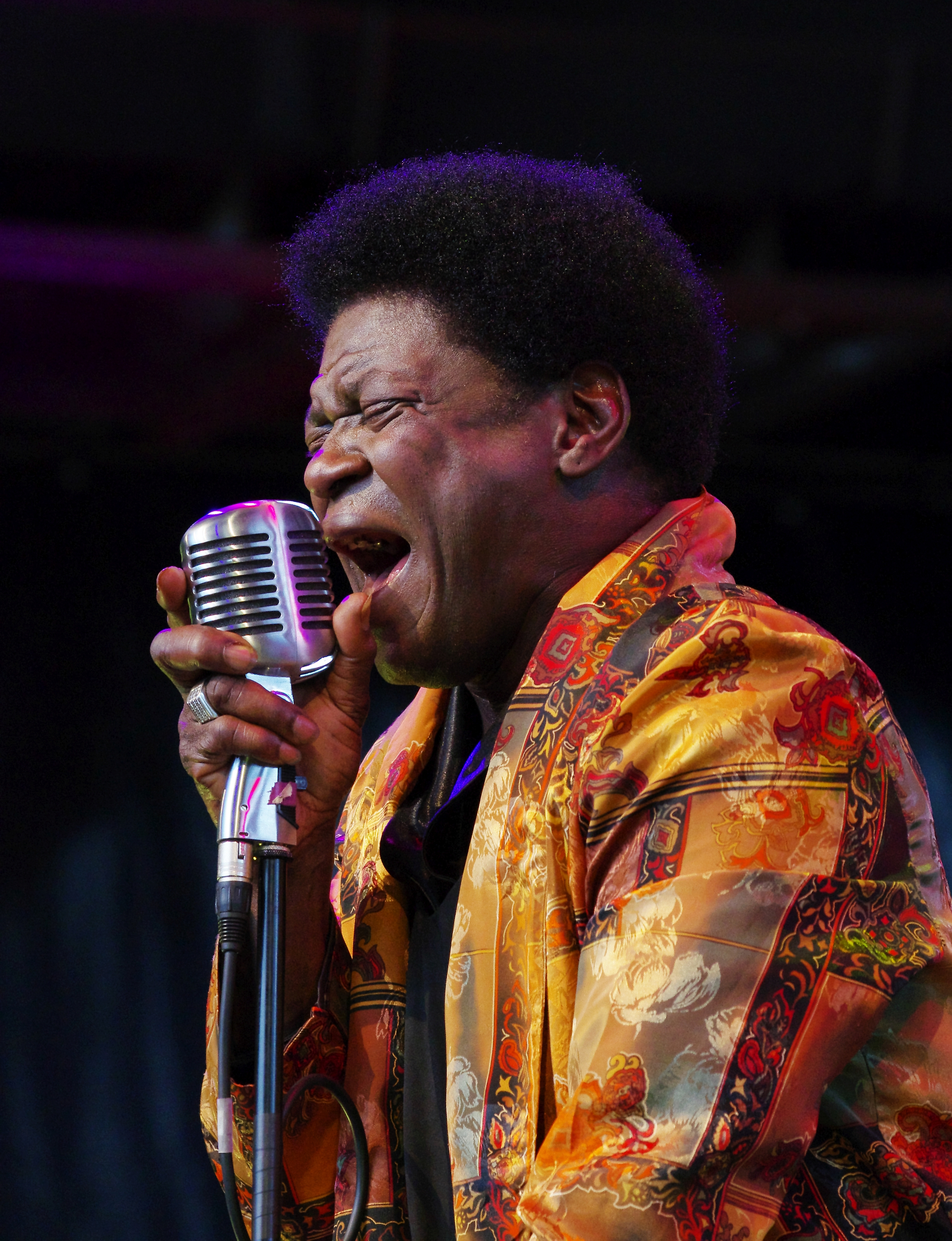
Charles Bradley
23 september

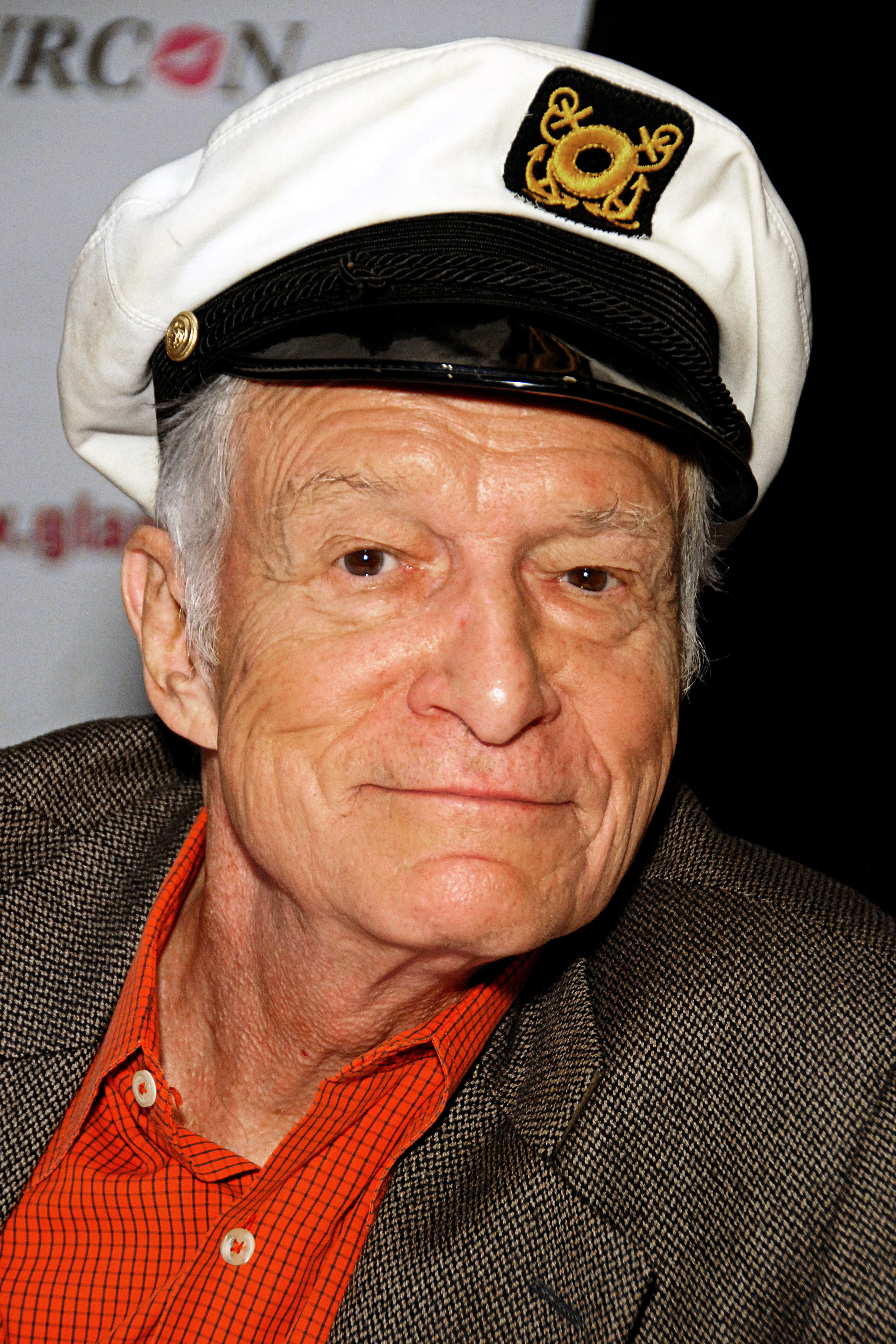
Hugh Hefner
27 september

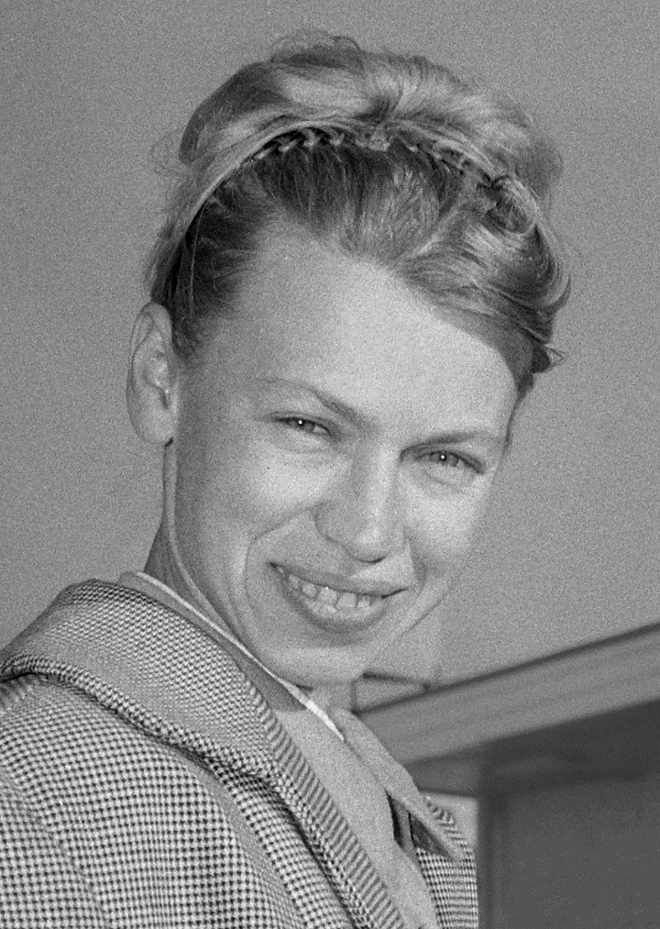
Ljoedmila Belooesova
29 september

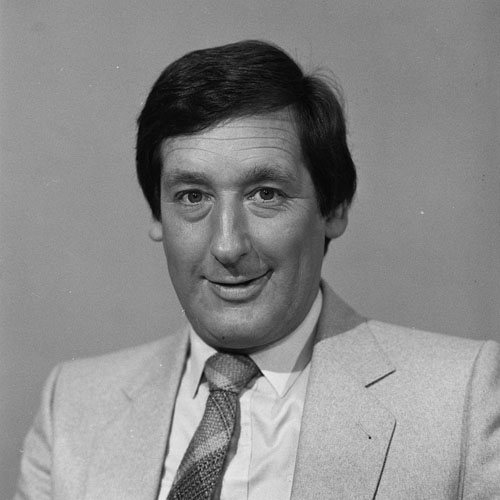
Dick Passchier
29 september

| 1 | 2 | 3 | 4 | 5 | 6 | 7 | 8 | 9 | 10 | 11 | 12 | 13 | 14 | 15 | 16 | 17 | 18 | 19 | 20 | 21 | 22 | 23 | 24 | 25 | 26 | 27 | 28 | 29 | 30 |
| - | - | - | - | - | - | - | - | - | -- | -- | -- | -- | -- | -- | -- | -- | -- | -- | -- | -- | -- | -- | -- | -- | -- | -- | -- | -- | -- |

### 1 september
- Shelley Berman (92), Amerikaans acteur[1]
- Geert Henderickx (64), Nederlands popjournalist[2]
- Cormac Murphy-O'Connor (85), Brits geestelijke[3]
- Gin Wong (94), Chinees-Amerikaans architect[4]

### 2 september
- Dick Bosschieter (77), Nederlands voetballer[5]
- Elizabeth Kemp (65), Amerikaans actrice[6]

### 3 september
- John Ashbery (90), Amerikaans dichter[7]
- Walter Becker (67), Amerikaans componist en gitarist[8]
- Christian Breuer (78), Duits voetballer[9]
- Joan Colom i Altemir (96), Spaans fotograaf[10]
- Pieter van Empelen (74), Nederlands kleinkunstenaar[11]
- Dave Hlubek (66), Amerikaans gitarist[12]
- Piet Ouderland (84), Nederlands voetballer en basketballer[13]
- Sugar Ramos (75), Cubaans-Mexicaans bokser[14]
- Theo Sontrop (86), Nederlands uitgever[15]

### 4 september
- Earl Lindo (63), Jamaicaans reggaemuzikant[16]
- Gastone Moschin (88), Italiaans acteur[17]

### 5 september
- Nico Bloembergen (97), Nederlands-Amerikaans natuurkundige[18]
- Leo Cuypers (69), Nederlands componist en pianist[19]
- Holger Czukay (79), Duits rockmuzikant (dood aangetroffen op 5 september)[20]
- Robert Jenson (87), Amerikaans theoloog[21]

### 6 september
- Derek Bourgeois (75), Brits componist, muziekpedagoog en dirigent[22]
- Carlo Caffarra (79), Italiaans kardinaal[23]
- Hans Driessen (64), Nederlands vertaler[24]
- Rients Gratama (85), Nederlands cabaretier en acteur[25]
- Frits Kalshoven (93), Nederlands marineofficier en rechtsgeleerde[26]
- Nicolae Lupescu (76), Roemeens voetballer en voetbaltrainer[27]
- Kate Millett (82), Amerikaans schrijfster en feministe[28]
- Lotfi Zadeh (96), Amerikaans wiskundige en systeemdenker[29]

### 7 september
- Türkân Akyol (88), Turks hoogleraar en politica[30]
- Charles Owens (85), Amerikaans golfspeler[31]

### 8 september
- Pierre Bergé (86), Frans ondernemer, mecenas, actievoerder en schrijver[32]
- Troy Gentry (50), Amerikaans countryzanger[33]
- Blake Heron (35), Amerikaans acteur[34]
- Harry Kuitert (92), Nederlands theoloog[35]
- Jerry Pournelle (84), Amerikaans sciencefictionschrijver[36]
- Don Williams (78), Amerikaans countryzanger[37]

### 9 september
- Velasio De Paolis (81), Italiaans kardinaal[38]
- Michael Friedman (41), Amerikaans musicalcomponist[39]
- Mike Hodge (70), Amerikaans acteur[40]

### 10 september
- Hans Alfredson (86), Zweeds acteur[41]
- Nancy Dupree (89), Amerikaans geschiedkundige[42]
- Grigoris Varfis (90), Grieks politicus[43]
- Len Wein (69), Amerikaans stripauteur[44]

### 11 september
- J.P. Donleavy (91), Iers-Amerikaans schrijveɽ[45]
- Alfred Gadenne (71), Belgisch politicus[46]
- Abdul Halim van Kedah (89), Maleisisch sultan[47]
- Peter Hall (86), Brits theater- en filmregisseur[48]
- Alberto Pagani (79), Italiaans motorcoureur[49]

### 12 september
- Heiner Geißler (87), Duits politicus[50]
- Siegfried Köhler (94), Duits dirigent en componist[51]
- Mark La Mura (68), Amerikaans acteur[52]
- Evariste Mutuyimana (26), Rwandees voetballer[53]
- Edith Windsor (88), Amerikaans homorechtenactivist[54]
- Riem de Wolff (74), Indisch-Nederlands zanger en gitarist[55]

### 13 september
- Tonny Roosken (82), Nederlands voetballer[56]
- Frank Vincent (80), Amerikaans acteur[57]

### 14 september
- Grant Hart (56), Amerikaans drummer[58]
- Wim Huis (89), Nederlands voetballer[59]
- Lungtok Tenpei Nyima (90), Tibetaans geestelijk leider[60]

### 15 september
- Violet Brown (117), Jamaicaans supereeuweling en oudste mens ter wereld[61]
- Frode Granhus (52), Noors auteur[62]
- Mircea Ionescu-Quintus (100), Roemeens politicus[63]
- Ata Kandó (103), Hongaars-Nederlands fotografe[64]
- Albert Moses (79), Sri Lankaans acteur[65]
- Albert Speer jr. (83), Duits architect[66]
- Harry Dean Stanton (91), Amerikaans acteur[67]

### 16 september
- Nicolaas Jouwe (93), bestuurder in Nederlands-Nieuw-Guinea[68]
- Brenda Lewis (96), Amerikaans sopraan[69]
- Fons van Wieringen (71), Nederlands onderwijskundige[70]
- Dick Woudenberg (89), Nederlands SS'er en psychotherapeut[71]

### 17 september
- Eugenio Bersellini (81), Italiaans voetballer en voetbaltrainer[72]
- Bobby Heenan (73), Amerikaans professioneel worstelmanager en commentator[73]

### 18 september
- Paul Horner (38), Amerikaans schrijver van nepnieuws[74]
- Jean Plaskie (76), Belgisch voetballer[75]
- André Van den Meersschaut (80), Belgisch zanger en gitarist[76]
- Kenji Watanabe (48), Japans zwemmer[77]
- Paul Wilson (66), Schots voetballer[78]

### 19 september
- Cees Bruggemans (64), Zuid-Afrikaans econoom[79]
- Bernie Casey (78), Amerikaans acteur en Americanfootballspeler[80]
- Hans Ferrée (87), Nederlands reclamemaker[81]
- Billy Hatton (76), Brits bassist en zanger[82]
- Jake LaMotta (95), Amerikaans bokser[83]
- Massimo Natili (82), Italiaans autocoureur[84]
- John Nicholson (75), Nieuw-Zeelands autocoureur[85]

### 20 september
- Wolfram Arnthof (80), Duits voetballer[86]
- John Cocu (56), Nederlands taekwondoka[87]
- Ene Mihkelson (72), Estisch schrijver[88]
- Hans Sleeuwenhoek (78), Nederlands presentator[89]
- Claude Van Marcke (48), Belgisch burgemeester[90]
- René Vernier (92), Frans voetballer en voetbalcoach[91]

### 21 september
- Robert S.P. Beekes (80), Nederlands hoogleraar[92]
- Cees Bergman (65), Nederlands zanger[93]
- Liliane Bettencourt (94), Frans ondernemer[94]
- Heinrich Hamm (83), Duits organist, koordirigent en kerkmusicus[95]
- Maurice Nivat (79), Frans informaticus[96]
- Herman Verschelden (76), Belgisch acteur[97]

### 22 september
- Brunero Gherardini (92), Italiaans bisschop en theoloog[98]
- Paavo Lonkila (94), Fins langlaufer[99]
- Sima Wali (66), Afghaans mensenrechtactiviste[100]
- Thea Witteveen (88), Nederlands schrijfster[101]

### 23 september
- Charles Bradley (68), Amerikaans zanger[102]
- Simon J. Kistemaker (87), Nederlands-Amerikaans theoloog[103]
- Zoe Ann Olsen (86), Amerikaans schoonspringster[104][105]

### 24 september
- Gisèle Casadesus (103), Frans actrice[106]
- Norman Dyhrenfurth (99), Amerikaans bergbeklimmer[107]

### 25 september
- Tony Booth (85), Brits acteur[108]
- Liz Dawn (77), Brits actrice[109]
- Bobby Knutt (71), Brits komiek en acteur[110]
- Folke Rabe (81), Zweeds componist en trombonist[111]
- Jan Tříska (80), Tsjechisch acteur[112]

### 26 september
- Dominador Aytona (99), Filipijns politicus, bestuurder en topman[113]
- Fernand Bonneure (94), Belgisch letterkundige[114]
- Richard Boucher (85), Frans voetballer en voetbalcoach[115]
- Robert Delpire (91), Frans fotograaf, uitgever en filmmaker[116]
- Barry Dennen (79), Amerikaans acteur[117]
- Rinse Zijlstra (90), Nederlands politicus[118]

### 27 september
- Joy Fleming (72), Duits zangeres[119]
- Hans Gerschwiler (96), Zwitsers kunstschaatser[120]
- Hugh Hefner (91), Amerikaans uitgever[121]
- Anne Jeffreys (94), Amerikaans actrice en zangeres[122]
- Bert Keijts (65), Nederlands bestuurder[123]
- Zuzana Růžičková (90), Tsjechisch klaveciniste[124]

### 28 september
- Andreas Schmidt (53), Duits acteur[125]
- Benjamin Whitrow (80), Brits acteur[126]

### 29 september
- Tom Alter (67), Indiaas acteur[127]
- Joep Baartmans-van den Boogaart (77), Nederlands politica[128]
- Ljoedmila Belooesova (81), Russisch kunstschaatsster[129]
- Rolf Herings (77), Duits voetbaltrainer en atleet[130]
- Ted Janssen (81), Nederlands wetenschapper[131]
- Dick Passchier (84), Nederlands presentator[132]
- Hans Sonnenberg (89), Nederlands kunsthandelaar en -verzamelaar, galeriehouder en filantroop[133]

### 30 september
- Elizabeth Baur (69), Amerikaans actrice[134]
- Monty Hall (96), Canadees presentator[135]
- Donald Malarkey (96), Amerikaans militair[136]
- Gunnar Thoresen (97), Noors voetballer[137]
- Iulian Vlad (86), Roemeens generaal en politicus[138]
- Vladimir Vojevodski (51), Russisch wiskundige[139]

januari ·
februari ·
maart ·
april ·
mei ·
juni ·
juli ·
augustus ·
september ·
oktober ·
november ·
december
1900 ·
1901 ·
1902 ·
1903 ·
1904 ·
1905 ·
1906 ·
1907 ·
1908 ·
1909 ·
1910 ·
1911 ·
1912 ·
1913 ·
1914 ·
1915 ·
1916 ·
1917 ·
1918 ·
1919 ·
1920 ·
1921 ·
1922 ·
1923 ·
1924 ·
1925 ·
1926 ·
1927 ·
1928 ·
1929 ·
1930 ·
1931 ·
1932 ·
1933 ·
1934 ·
1935 ·
1936 ·
1937 ·
1938 ·
1939 ·
1940 ·
1941 ·
1942 ·
1943 ·
1944 ·
1945 ·
1946 ·
1947 ·
1948 ·
1949 ·
1950 ·
1951 ·
1952 ·
1953 ·
1954 ·
1955 ·
1956 ·
1957 ·
1958 ·
1959 ·
1960 ·
1961 ·
1962 ·
1963 ·
1964 ·
1965 ·
1966 ·
1967 ·
1968 ·
1969 ·
1970 ·
1971 ·
1972 ·
1973 ·
1974 ·
1975 ·
1976 ·
1977 ·
1978 ·
1979 ·
1980 ·
1981 ·
1982 ·
1983 ·
1984 ·
1985 ·
1986 ·
1987 ·
1988 ·
1989 ·
1990 ·
1991 ·
1992 ·
1993 ·
1994 ·
1995 ·
1996 ·
1997 ·
1998 ·
1999 ·
2000 ·
2001 ·
2002 ·
2003 ·
2004 ·
2005 ·
2006 ·
2007 ·
2008 ·
2009 ·
2010 ·
2011 ·
2012 ·
2013 ·
2014 ·
2015 ·
2016 ·
2017 ·
2018 ·
2019 ·
2020 ·
2021 ·
2022 ·
2023 ·
2024 ·
2025